# Tempelprostitution
Tempelprostitution (også: sakral prostitution, religiøs prostitution) er prostitution med et religiøst eller helligt formål. En kvinde der begiver sig med tempelprostitution kaldes for en tempelprostitueret eller en helligskøge.

## Kristne referencer
Biblen nævner tempelprostitution i Første Mosebog 38:21 "Han spurgte mændene på stedet: 'Hvor er den helligskøge fra Enajim, der sad ved vejen?' De svarede: 'Der har ikke været nogen helligskøge her'. V22 Så gik han tilbage til Juda og sagde: 'Jeg kunne ikke finde hende, og mændene på stedet sagde, at der ikke havde været nogen helligskøge dér.'
Kristen hagiografi afbilder to næsten identiske historier og to par helgener, Sankt Theodora og Didymus samt Sankt Antonia og Alexander, hvor kristne jomfruer var blevet spærret inde på et bordel mod hendes vilje, og frelst af en mand der lod som om han var hendes kunde, hvorefter de begge måtte lide martyrdommen. Dette gentagne emne kan afspejle tempelprostitution som husket med stærk modvilje i kristne traditioner.

## Oldtiden
Tempelprostitution optrådte i oldtiden som en del af religioner som var præget af frugtbarhedsritualer. Der skelnes mellem to forskellige former for tempelprostitution: den første der benævnes almen sakral prostitution, bestod af en handling der kun udførtes én gang af alle unge kvinder som tilhørte kulturen. Denne form er nævnt af Herodot som beretter om sådan i cypriotisk kultur og om den babylonske frugtbarhedsgudinde Ishtar, hvor alle Babylons kvinder en gang i deres liv måtte sætte sig i helligdommen for der at afvente at en fremmed mand skulle opfordre henne til kønslig omgang ved at kaste penge til hende.
Oldtidsforfattere beretter om tilsvarende handlinger i Numidia, Byblos, Lydien og Armenien. Men her blev tempelprostitutionen udøvet af piger fra fornemme familier over en længere tid.
Ifølge Strabon blev der praktiseret tempelprostitution i et Afrodite-tempel i Korinth. Ifølge Strabo skulle der have været ikke mindre end 1.000 tempelprostituerede i templet – både mænd og kvinder. Tempelprostitutionen i Korinth fortsatte indtil romerne ødelagde byen i år 146 f.Kr.
Solon indførte tempelprostitution i Athen i starten af det 6. århundrede f.Kr. for at forhindre at athenske kvinder skulle blive udnyttet af mænd. Her var de tempelprostituerede dog ikke frivillige, men slavepiger der almindeligvis blev købt på slavemarkedet, eller givet i donation til templet.

## Ekstern henvisning
- Hvad er en "Hellig-skøge"?, JesusNet.dk